# Sillon obturateur
Le sillon obturateur (ou gouttière sous-pubienne) est une dépression située sur le bord inférieur de la branche supérieure du pubis dans la partie supérieure du foramen obturé.
Sa lèvre antérieure est formée par la crête obturatrice.